# Elke Hartmann
Elke Hartmann-Puls (* 24. März 1969 als Elke Hartmann in München; † 21. Juli 2021 in Berlin) war eine deutsche Althistorikerin.

## Leben und Wirken
Elke Hartmann studierte von 1988 bis 1995 Alte Geschichte, Neue Geschichte und Klassische Archäologie an der Freien Universität Berlin, wo sie danach von 1996 bis 2002 als wissenschaftliche Mitarbeiterin für Alte Geschichte am Friedrich-Meinecke-Institut tätig war. Im Sommer 2000 wurde sie mit einer von Peter Spahn betreuten Arbeit zum Thema Heirat, Hetärentum und Konkubinat im klassischen Athen promoviert.
Von 2002 bis Februar 2010 lehrte sie als erste Juniorprofessorin für Alte Geschichte mit besonderer Berücksichtigung der Geschlechtergeschichte an der Humboldt-Universität zu Berlin. Ihre Antrittsvorlesung hielt sie im Februar 2004 zur Geschichte der Matriarchatsidee. In Berlin war sie auch Mitglied im Zentrum für transdisziplinäre Geschlechterstudien. Im Wintersemester 2008/09 und im Sommersemester 2009 vertrat sie Wilfried Nippels Professur an der Humboldt-Universität, im Sommersemester 2010 vertrat sie eine Professur an der FU Berlin und im Sommersemester 2011 an der Universität Heidelberg. Zum Oktober 2011 wurde sie auf eine Professur für Alte Geschichte an die Technische Universität Darmstadt berufen. Elke Hartmann starb im Juli 2021 nach schwerer Krankheit im Alter von 52 Jahren. Zu ihrer Nachfolgerin wurde 2023 Susanne Froehlich berufen.
Ihre Forschungsschwerpunkte bildeten die Kultur- und Geschlechtergeschichte der Antike, die Paarbeziehungen im klassischen Athen, die Frauen in der Antike und die Sozialgeschichte der römischen Kaiserzeit. Sie veröffentlichte 2007 eine Überblicksdarstellung zu Frauen in der Antike, die 2021 in zweiter Auflage erschien.

## Schriften (Auswahl)
Monographien
- Heirat, Hetärentum und Konkubinat im klassischen Athen (= Campus historische Studien. Bd. 30). Campus, Frankfurt am Main 2002, ISBN 3-593-37007-7.
- Zur Geschichte der Matriarchatsidee (= Öffentliche Vorlesungen. Bd. 133). Humboldt-Universität, Berlin 2004, ISBN 3-86004-178-9, DOI:10.18452/1688.
- Frauen in der Antike. Weibliche Lebenswelten von Sappho bis Theodora. C. H. Beck, München 2007, ISBN 978-3-406-54755-3 (2., durchgesehene und aktualisierte Auflage, ebenda 2021, ISBN 978-3-406-76657-2).
- Ordnung in Unordnung. Kommunikation, Konsum und Konkurrenz in der stadtrömischen Gesellschaft der frühen Kaiserzeit. Franz Steiner, Stuttgart 2016, ISBN 978-3-515-11362-5.

Herausgeberschaften
- mit Udo Hartmann, Katrin Pietzner: Geschlechterdefinitionen und Geschlechtergrenzen in der Antike. Steiner, Stuttgart 2007, ISBN 3-515-08996-9.
- mit Sven Page, Anabelle Thurn: Moral als Kapital im antiken Athen und Rom. Steiner, Stuttgart 2018, ISBN 978-3-515-12077-7.